# Bitumen
Bitumen er et sort-brunt termoplastisk stof, som fremkommer som et restprodukt ved raffinering af råolie (jordolie). Bitumen er en naturlig del af de fleste råolier, hvor den findes opløst i de lettere olier. Bitumen er i hovedsagen en blanding af højmolekylære kulbrinter, som normalt opdeles i asfalténer, asfaltharpikser og asfaltolier. Naturasfalt (naturligt opstået bitumen) forekommer nogle få steder, hvor jordolien er trængt op til jordoverfladen, og de lette olier er fordampet. De bedst kendte naturasfalter er Trinidadasfalt og Gilsonite.

## Destilleret bitumen
Oliebitumen (jordoliebitumen) udvindes fra råolie ved afdestillering af de lettere olier, som oparbejdes til forskellige jordoliedestillater. Det resterende produkt benævnes destilleret bitumen eller "straight run bitumen", som kan være af forskellig konsistens. De hårdeste, vakuumdestillerede bituminer kaldes højvakuumbitumen (HVB). For destilleret bitumen er der et ret lille temperaturinterval mellem brudpunkt og blødgøringspunkt. Dette interval kan øges ved at oxidere bitumen, det vil sige at blæse luft igennem meget varm bitumen. Herved fås oxideret (blæst) bitumen. Bitumens sammensætning er afhængig af råolie, destillation og oxidation. Stabiliteten kan bedømmes efter flere metoder. For eksempel kan foreneligheden (kompatibiliteten) mellem to bituminer måles ved oliensis-test.

## Modificeret bitumen
Modificeret bitumen er en fællesbetegnelse for bitumen, hvis egenskaber er ændret ved tilsætning af organiske stoffer. Bitumen tilsat elastomer eller plastmateriale, der radikalt ændrer bitumenens temperaturfølsomhed og egenskaber, betegnes på følgende måder:
- Elastomerbitumen er bitumen tilsat en termoplastisk elastomer, som f.eks. SBS = Styren-Butadien-Styrencopolymer. Elastomerbitumen har overvejende elastiske egenskaber. SBS-bitumen har specielt gode kuldetekniske egenskaber.
- Plastomerbitumen er bitumen tilsat termoplast som f.eks. APP = Ataktisk Polypropylen. Plastomerbitumen er termoplastisk uden elastiske egenskaber. APP-bitumen har specielt gode varmetekniske egenskaber.
- Polymerbitumen er et fællesudtryk for elastomerbitumen og plastomerbitumen. SBS-polymerbitumen indeholder normalt 12-15% SBS. APP-polymerbitumen indeholder tilsvarende normalt 25-30% APP.